# Ours de Villard-de-Lans
Ours de Villard-de-Lans (Medvědi Villard-de-Lans) je francouzský klub ledního hokeje z Villard-de-Lans. Vznikl v roce 1931 a v letech 2002–2014 hrál nejvyšší národní soutěž Ligue Magnus. Po odchodu hlavního akcionáře kvůli zvýšeným finančním nárokům Ligue Magnus klub ze soutěže v červnu 2014 odstoupil, nově sestavený A-tým pokračoval v Divizi 2, třetí nejvyšší lize. Tuto ligu klub v sezóně 2023/2024 vyhrál a postoupil do Divize 1.
Klubovými bravami jsou tmavě modrá a žlutooranžová, domácí zápasy odehrávají na patinoire André Ravix.